# 보잉
더 보잉 컴퍼니(The Boeing Company, NYSE: BA, 도쿄: 7661)는 세계 최대 항공기 제작 회사 및 방위산업체이다. 2022년 현재의 버지니아주 알링턴으로 본사를 이전하였으며, 워싱턴주 시애틀 근처 도시 에버릿(Everett)에 대규모 공장이 있다. 다우 존스 산업평균지수 명단 중 하나다.
보잉은 크게 두 개 회사로 나눈다. 보잉 종합 방위 시스템(Boeing IDS; Boeing Integrated Defense Systems)은 군사와 우주에 관련한 일을 맡으며, 보잉 상업 항공(BCA; Boeing Commercial Airplanes)은 민간 항공기를 제작한다.
2018년 7월 5일에 브라질 엠브라에르의 리지널 제트기 사업 80%을 38억 달러에 인수하는 계약을 체결했으나 2020년 4월 25일 보잉은 코로나19와 여러 가지 경제적 어려움으로 브라질 엠브라에르와 리지널 제트기 사업을 2년만에 무산하였고 계약을 파기했다.
2019년 보잉 737 MAX의 이륙 금지 조치와 기종 생산 중단을 결정하는 초유의 참사를 겪고, 2020년에 발생한 COVID-19 유행으로 항공산업에 큰 악재가 닥쳤다. 3월 16일 하루 동안에만 주가가 23.83% 급락하는 사건도 일어나 보잉은 큰 위기에 빠졌다. 보잉은 미국 정부와 금융기관에 600억달러의 자금지원을 요청하였다.

## 제작 항공기의 목록

### 민간 항공기
- 보잉 300
- 보잉 314
- 보잉 214
- 보잉 247
- 보잉 307
- 보잉 377
- 보잉 소닉 크루저 (개발 취소)
- 보잉 2707 (개발 취소)
- 보잉 707 (1979년 단종)
- 보잉 717 (2006년 단종)
- 보잉 720 (1967년 단종)
- 보잉 727 (1984년 단종)
- 보잉 737 (2020년 단종)
- 보잉 737 MAX (현재 생산중) (다시 운항재개)
- 보잉 747 (2022년 단종)
- 보잉 757 (2005년 단종)
- 보잉 767 (화물기만 생산중 2023년 단종)
- 보잉 777 (2022년 단종)
- 보잉 777X (2023년 생산예정)
- 보잉 787 드림라이너 (현재 생산중)
- 보잉 NMA (현재 시험단계)
- 보잉 797 (현재 시험단계)

### 군용 항공기
- AH-64 아파치 (단종)
- AV-8B 해리어 II (단종)
- B-29 (단종)
- B7072 오리온 계획만하고 개발 종료
- CH-46 시나이트
- CH-47 치누크(대한민국공군등 운용중)
- E-3 센트리 (단종)
- E-8 조인트스타스 (단종)
- 맥도넬더글러스 F-15E 스트라이크 이글
- RAH-66 코만치 시제기 2대 생산후 개발 종료
- V-22 오스프리
- 맥도넬더글러스 F-15 이글
- 보잉 737 AEW&C
- 보잉 AH-6
- 보잉 B-17 플라잉포트리스 (단종)
- 보잉 B-29 슈퍼포트리스 (단종)
- 보잉 B-47 스트래토젯 (단종)
- 보잉 E-4
- 보잉 E-767
- 보잉 F-15K 슬램 이글
- 보잉 F-15SE 사일런트 이글
- 보잉 F/A-18E/F 슈퍼 호넷
- 보잉 KC-135 스트래토탱커 (단종)
- 보잉 KC-767
- 보잉 X-32
- 보잉 YAL-1
- 에어 포스 원 (단종)
- C-17 운용중

보잉 사는 제2차 세계대전 전에 B-247여객기의 모체인 YB-9와 B-314 비행정의 모체인 XB-15, 그리고 중폭격기 B-17 플라잉 포트리스와 B-29 슈퍼 포트리스, 그리고 종전 후에 B-47 스트라토제트 폭격기를 만들었다. 보잉 707의 자매품인 KC-135 공중급유기도 보잉의 제품이다.

### 그외
대한민국의 중소기업인 하이즈항공은 1차 납품업체로 보잉 747, 757, 767기 등 항공기 250대분에 해당하는 정비 부품을 보잉에 직접 납품한다. 대구 공군기지의 F-15K 전투기와 관련한 전자부품 테스트와 전투기 정비를 위해 2013년 10월 14일에 경상북도와 협약을 맺고 경상북도 영천시 녹전동에 항공정비 센터를 착공했다. 그 전에 전투기 부품이 고장나면 미국 미주리주 세인트루이스에 부품을 보내 수리를 맡겨야 했었으나, 이 정비센터를 개설하며 전투기 정비를 신속하게 진행하도록 했다.
대한항공에서 787, 777, 747-8의 윙렛부품을 납품중이다. 보잉에서 만든 수중익선 보잉929이다

### 화물기
- 보잉 747 드림리프터

## 윌리엄 보잉
성공적인 가정에서 태어난 그의 아버지 빌헬름 뵈잉(독일어: Wilhelm Böing)은 1868년 미국으로 이주하여 노동자로 일했다. 미국으로 이주한 빌헬름의 아버지(윌리엄 보잉의 조부)에게 지지를 받지 못했으며 당연히 경제적 지원을 받지 못했다. 그는 후에 슈피리어호 근처의 노스 우드(North Woods) 지역에서 삼림의 벌목권, 광물 채굴권을 얻어 부를 축적했다. 아들인 윌리엄 보잉은 1881년 디트로이트에서 태어났다. 빌헬름 보잉은 1890년에 인플루엔자로 사망했고 그의 어머니 마리(Marie M.)는 곧 재혼했다. 그가 좋아하는 일은 기계공업이었다. 1990년대 표준전과 6학년의 진로교육 예문에 따르면, 보잉의 부친은 세탁소를 운영했다고 한다. 부친이 아들에게 세탁소를 맡기면 가게를 나가버릴 정도로 보잉은 세탁소 일을 싫어했는데, 결국 자신이 하고 싶은 일을 찾아서 떠났다. 시애틀에서 기계공업 일을 배웠고, 1916년 시애틀 대학에서 만난 조지 콘래드 웨스터벨트(George Conrad Westervelt)와 "B & W"로 사업을 시작했고 보잉사의 전신인 퍼시픽 에어로 프로덕츠(Pacific Aero Products Co.)를 설립했다. 이 회사의 첫번째 비행기는 보잉 모델 1(Boeing Model 1: B & W Seaplane)이었다.

## 같이 보기
- 에어버스(Airbus)
- 록히드 마틴(Lockheed Martin)
- 노스럽 그러먼(Northrop Grumman)